# NGC 5229
NGC 5229 (другие обозначения — UGC 8550, MCG 8-25-19, ZWG 246.13, FGC 1638, PGC 47788) — галактика в созвездии Гончие Псы.
Этот объект входит в число перечисленных в оригинальной редакции «Нового общего каталога».